# Straubenhardt
Straubenhardt là một thị xã thuộc huyện Enz, bang Baden-Württemberg, Đức. Nơi đây nằm cách Karlsruhe 21 km về phía đông nam và cách Pforzheim 14 km về phía tây.